# Batalha de Maldon

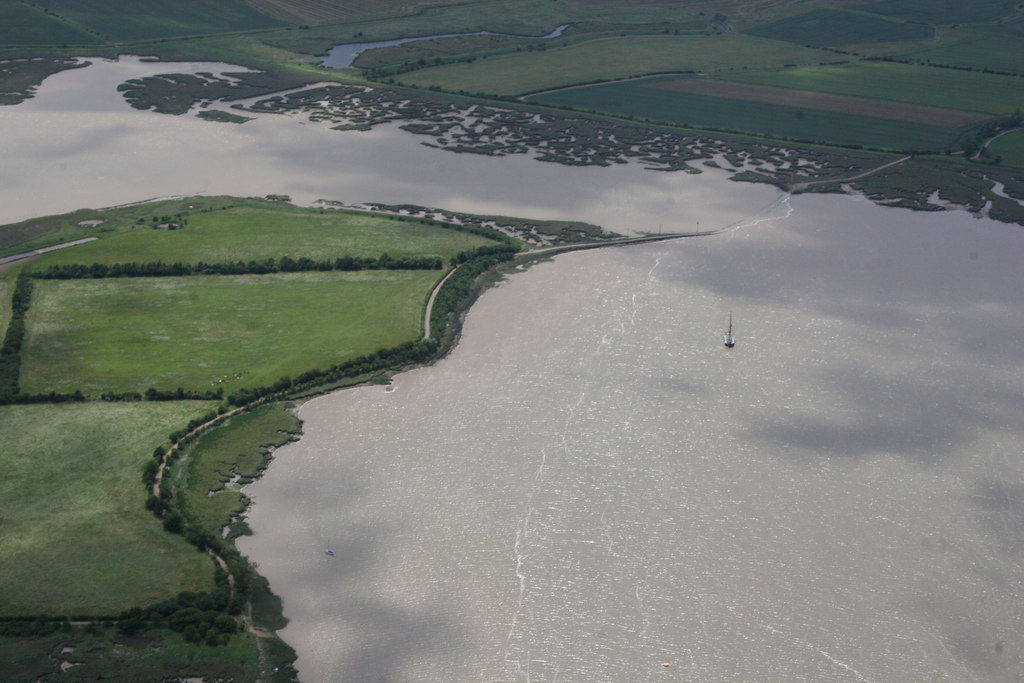
O campo de batalha. As forças de Earl Byrhtnoth foram reunidas na costa (topo); Os homens de Olaf tiveram que atravessar a ponte da Ilha Northey (à esquerda).

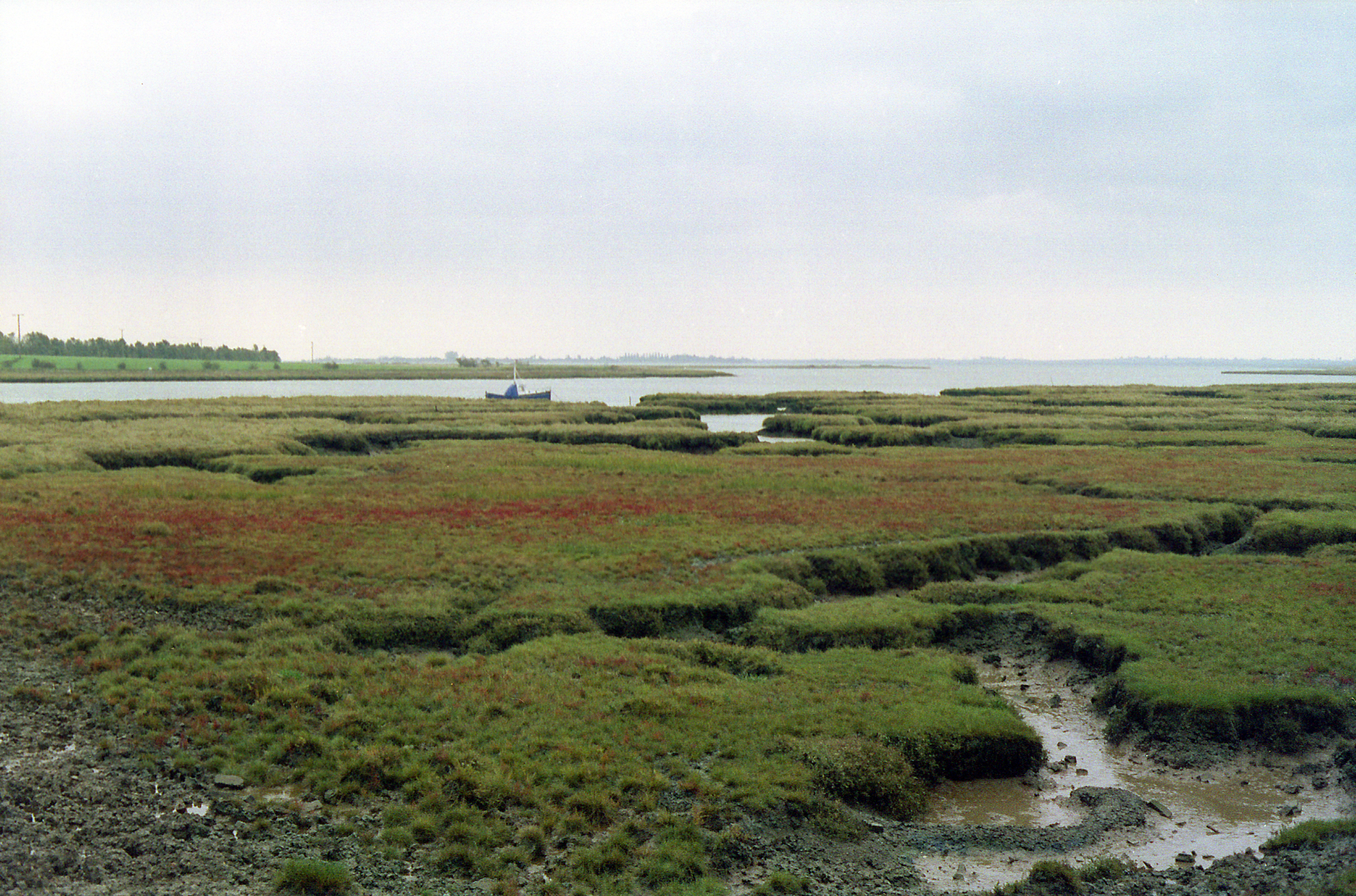
Planícies da Batalha de Maldon

A Batalha de Maldon ocorreu em 11 de agosto de 991 DC perto de Maldon ao lado do rio Blackwater em Essex, Inglaterra, durante o reinado de Æthelred the Unready. Earl Byrhtnoth e seus thegns lideraram os ingleses contra uma invasão viking. A batalha terminou com uma derrota anglo-saxônica. Após a batalha, o arcebispo Sigeric de Canterbury e os vereadores das províncias do sudoeste aconselharam o rei Æthelred a subornar os vikings em vez de continuar a luta armada. O resultado foi um pagamento de Danegeld de 10 000 Libras romanas (3 300 kg) de prata (aproximadamente £ 1,8 milhão a preços de 2022).
Um relato da batalha, embelezado com muitos discursos atribuídos aos guerreiros e com outros detalhes, é relatado em um poema em inglês antigo que geralmente é chamado de The Battle of Maldon. Um bordado moderno criado para a celebração do milênio em 1991 e, em parte, retratando a batalha, pode ser visto no Maeldune Center em Maldon.
Um manuscrito do Anglo-Saxon Chronicle afirma que um certo Olaf, possivelmente o norueguês Olaf Tryggvason, liderou as forças vikings, estimadas entre 2 000 e 4 000 guerreiros. Uma fonte do século XII Liber Eliensis, escrito pelos monges em Ely, sugere que Byrhtnoth tinha apenas alguns homens para comandar: "ele não foi abalado pelo pequeno número de seus homens, nem temeroso da multidão do inimigo". Nem todas as fontes indicam tal disparidade nos números.